# Krmilna palica
Krmilna palica je priprava s katero pilot upravlja letalo po nagibu in višini. 
- Za krmiljenje po nagibu (okoli vzdolžne osi letala) se ukazi s krmilne palice prenesejo na krilca - npr. za nagib v levo se bo krilce na levem krilu dvignilo, na desnem pa spustilo in obratno za nagib v desno.

- Za krmiljenje po višini (okoli lateralne osi letala) se ukazi prenesejo na horizontalno (višinsko) krmilno površino - npr. če hoče pilot dvigniti nos, se bo krmilna površina premaknila navzgor, tako se bo spustil rep in dvignil nos. Pri spuščanju nosa pa obratno.

Za upravljanje pa smeri (okoli vertikalne osi) se uporablja pedala, ki jih pilot upravlja z nogami.

## Izvedbe krmilnih palic
Krmilne palice se razlikujejo glede na vrsto letala in proizvajalca:
- Podkev (Yoke), obstaja več oblik: W (M), U ali pa obratna črka V. Uporabljajo se na Boeingovih, Embraerovih in Canadairovih letalih
- Centralna palica (Joystick ali central stick) pogosta na lovcih
- Stranska palice (Side stick), na Airbusovih letalih in nekaterih lovcih

Piloti, ki so leteli na Airbusih in Boeingovih letalih niso poročali o bistvenih razlikah in prednostih ene ali druge izvedbe. Ena izmed razlik pri izvedbi podkev je npr. če pilot premakne krmilno palico se bo premaknila tudi na kopilotovih strani, pri stranskih palicah za razliko ne. Pri stranskih palicah se premiki palic seštevajo, razen če ne eden od pilotov z gumbom povsem prevzame kontrolo.
Kapitan letala po navadi sedi na levi strani in upravlja krmilno palico (ne glede na izvedbo) z levo roko, z desno roko pa motorje. Kopilot po navadi sedi na desni strani in upravlja krmilno palico z desno roko, z desno pa motorje. Če pilot sam upravlja letalo sedi na levi strani, na športnih letal je po navadi večina instrumentov na levi strani.
Pri helikopterjih za razliko, pilot sedi na desni strani in kopilot na levi. Pri helikopterjih se krmilna palica imenuje ciklična kontrolona palica in upravlja naklon listov rotorja.